# Comuna Ruhotin, Hotin
Ruhotin (în ucraineană Рухотин, transliterat: Ruhotîn) este o comună în raionul Hotin, regiunea Cernăuți, Ucraina, formată din satele Blișciadi, Cornești, Grineacica și Ruhotin (reședința).

## Demografie
Componența lingvistică a comunei Ruhotin
     Ucraineană (99,08%)
     Alte limbi (0,92%)
Conform recensământului din 2001, majoritatea populației comunei Ruhotin era vorbitoare de ucraineană (99,08%), existând în minoritate și vorbitori de alte limbi.